# 希布
《希布》（阿拉伯语：‎）是一部2014年纳吉·阿布·诺瓦编剧并执导的约旦剧情片，由非专业演员担任主演。2014年9月4日在第71届威尼斯影展地平线单元上首映并赢得最佳导演奖。获得第88届奥斯卡金像奖最佳外语片提名，成为首部获得奥斯卡最佳外语片提名的约旦电影，以及得到第69届英国电影学院奖最佳外语片、最佳处女作2项提名。

## 剧情
故事背景为1910年代的一战和阿拉伯起义时期，讲述一名约旦贝都因人少年在瓦地伦艰苦生存的故事。

## 角色
- Jacir Eid Al-Hwietat - Theeb
- Hussein Salameh Al-Sweilhiyeen - Hussein
- Hassan Mutlag Al-Maraiyeh - The Stranger
- Jack Fox - Edward

## 反响
烂番茄新鲜度96%，Metacritic上媒体综评80分，获得广泛赞誉。